# Acht Hert Jaguarklauw

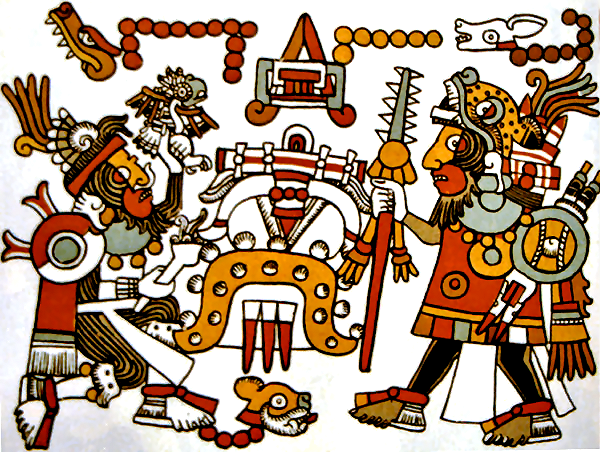
8-Hert (rechts) en 4-Jaguar (links)

Acht Hert Jaguarklauw (Mixteeks: Iya Nacuaa Teyusi Ñaña, 1011-1063 of 1063-1115) was een Mixteekse vorst. Zijn levensverhaal is bekend van de Codex Zouche-Nuttall, de Colex Colombino en de Codex Becker I. Doordat Mixteekse codices geen echt schrift gebruiken maar de gebeurtenissen eerder door middel van een soort beeldverhaal neerschreven, zijn er verschillende interpretaties van zijn levensverhaal.
Als prins van het hof van Tiltantongo werd hij (tegen zijn zin) naar Tututepec gezonden. Hier verzamelde hij een leger, en veroverde een groot aantal omringende stadstaten. Ook ruimde hij een aantal familieleden uit de weg, met als doel koning van Tilantongo te worden. 8-Hert hulde zich in Tolteekse kleding en sloot vriendschap met het Tolteekse rijk. Waarschijnlijk bezocht hij ook de Tolteekse hoofdstad Tollan.
Hij werd heerser van Tilantongo nadat zijn halfbroer door onbekenden was vermoord. 8-Hert besloot zich te wreken en viel een rivaliserende stadstaat aan, die in de codices wordt afgebeeld als een Rode-en-Witte Bundel. De plaats van deze stad is onbekend. Rode-en-Witte Bundel en Tilantongo waren al decennialang rivalen, en 8-Hert hield deze staat dan ook verantwoordelijk voor de dood van zijn halfbroer. Volgens een andere interpretatie was het echter 8-Hert zelf die zijn halfbroer vermoordde, om zo koning te kunnen worden. 8-Herts leger slaagde erin Rode-en-Witte Bundel in te nemen, maar bij het gevecht kwam 6-Aap, vrouw van de koning en minnares van 8-Hert om het leven.
Hij veroverde andere Mixteekse steden en onderhield waarschijnlijk goede banden met de Tolteken. Hij liet zichzelf offeren in 1063. Volgens een andere interpretatie werd hij gedood door 4-Wind, zoon van 6-Aap die door 8-Hert uit grootmoedigheid in leven had gelaten, en die met behulp van het Zapoteekse leger erin slaagde een staatsgreep te plegen. 4-Wind verdreef later de Zapoteken en sloot een verbond met de Tolteken. Hij veroverde een rijk dat pas door de komst van de conquistadores verdween.